# Bamiyán
Bamiyán (en persa: باميان) es una ciudad de Afganistán. Está ubicada en el centro del país. 
Es la capital de la provincia de Bāmiyān. 
Su población es de 137 304 habitantes (2007). 
Bamiyán es la ciudad más grande de Hazarajat. Es famosa por la antigua parte de la ciudad, en donde los Budas de Bāmiyān estuvieron por dos milenios. 

## Geografía

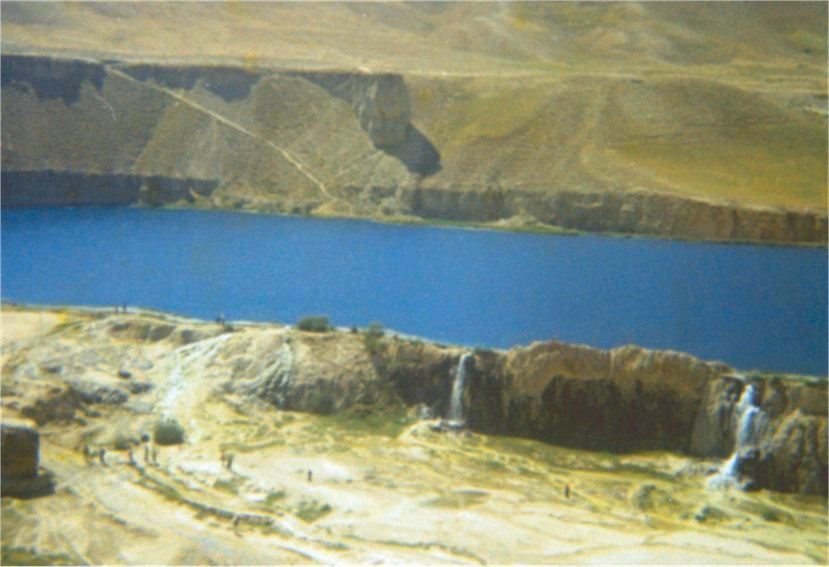
Lago Band-e Amir en Bāmiyān.

Situada en la antigua Ruta de la Seda, la ciudad permanece en una encrucijada entre el este y el oeste, cuando se hacía traslado comercial entre China y Oriente Medio. Los Hunas la hicieron su capital en el siglo V. Debido a los Budas del acantilado, las gigantescas estatuas, las ruinas de las cavernas de los monjes, Shar-e Gholghola (ruinas de la antigua ciudad del ruido), y el escenario local, es uno de los lugares más visitados en Afganistán. 
La ciudad es el centro cultural de los hazara, grupo étnico de Afganistán. La mayoría de la población vive bajo el valle de Bāmiyān, con una altitud sobre los 2800 m. El valle se encumbra paralelamente con las montañas: el Hindu Kush y el Koh-e Baba. 
Bāmiyān es una pequeña ciudad, con un bazar en el centro. Su infraestructura (electricidad, gas, agua potable) es totalmente inexistente. Acordado por las Ciudades Hermanas Internacional, Bāmiyān ha establecido una relación ciudad hermana con Gering, Nebraska de los Estados Unidos. Posee un aeropuerto con pista hecha de grava. 
Las montañas cubren el 90 % de la provincia. El frío invierno perdura durante seis meses con temperaturas de entre 3 y 20 grados Celsius bajo cero. El transporte ha facilitado su incremento, pero aún se encuentra infrecuente. 
Los principales cultivos son el trigo, cebada, garbanzo verde, y bakuli, que se cultivan en primavera. Cuando los cultivos son afectados por inusuales cambios climáticos, la gente suele bajar con su ganado a las provincias de Ġaznī y Meidan para comerciar con el e intercambiarlo por alimento.

## Historia
En la antigüedad, Afganistán central fue un lugar estratégico debido al crecimiento de caravanas de la Ruta de la Seda que entrecruza la región comercial entre el Imperio romano, China e India. Bāmiyān fue un punto de detención de muchos viajeros. También es un sitio que posee elementos artísticos del arte griego, persa y budista que se combinaron en un estilo único, conocido como arte Greco-Budista.
Muchas estatuas de Buda fueron talladas a los lados de los acantilados con vista a la ciudad de Bāmiyān. Las dos estatuas de Buda más notables que se hicieron, medían 55 y 37 metros de alto respectivamente, lo que las convertía en las estatuas de Buda más altas del mundo. Fueron probablemente levantadas en el siglo VI d. C. Se las consideró como monumentos históricos culturales y fueron incluidas por la Unesco como Patrimonio de la Humanidad. 
Por décadas Bāmiyān ha sido el centro de combates entre las fuerzas talibán y la alianza antitalibán —principalmente el Hezb-e Wahdat— precedido por el choque entre los militares de la milicia local.
A primera vista de una montaña cerca de la ciudad, tres colosales estatuas fueron talladas sobre 1220 m aprox. La de 53 m de altura fue tallada durante el periodo Kushan en el siglo V. En marzo del 2001 el régimen talibán decretó que las estatuas eran idólatras y ordenó su demolición con artillería antiaérea y explosivos. 
En su momento, hasta doscientos monjes oraron en cavernas en las areniscas de los acantilados. Las cavernas eran también una gran atracción turística antes de la larga serie de guerras en Afganistán.
Ahora con menos calor, las puertas de las cavernas albergan a docenas de refugiados.

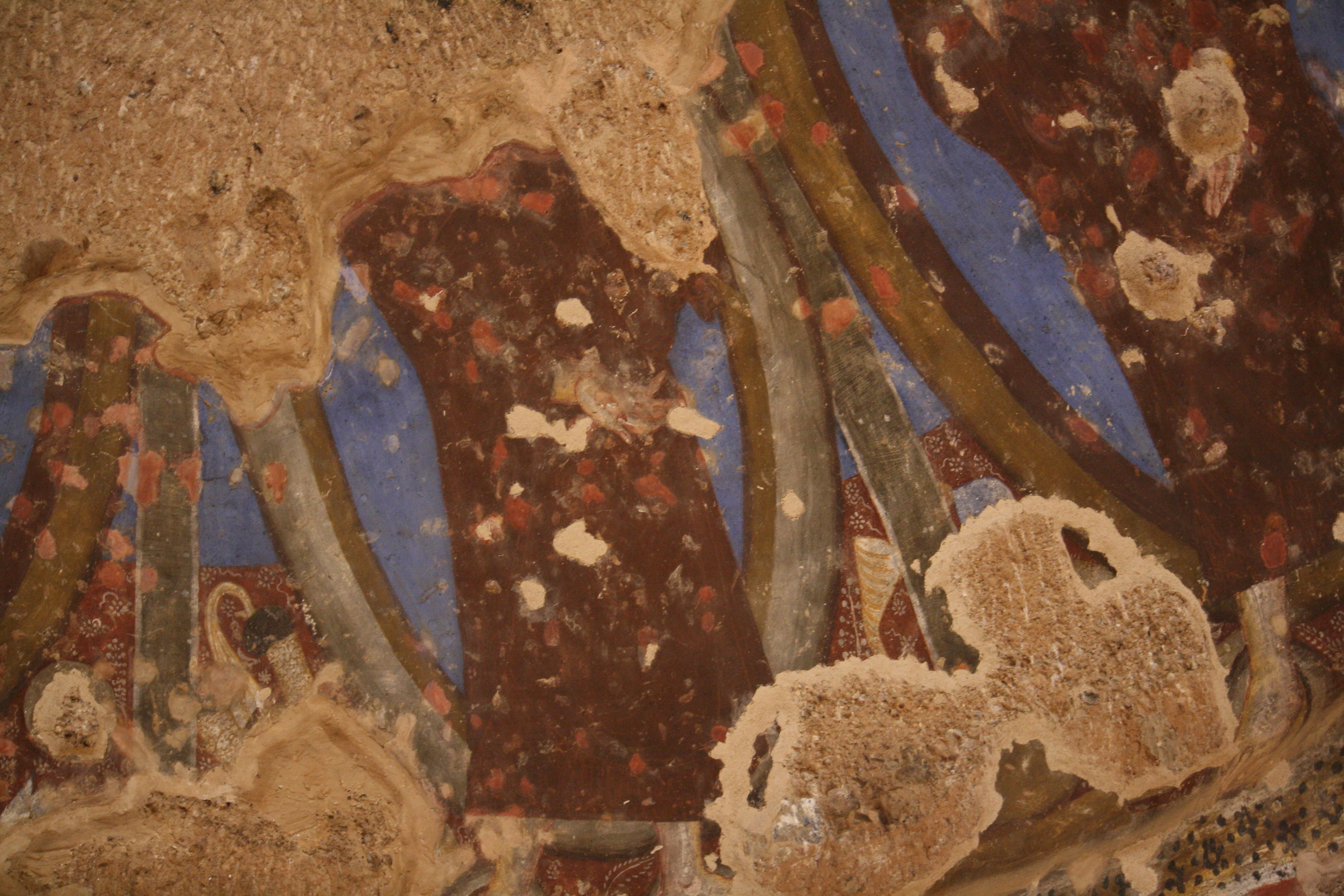
Detalle de los frescos dentro de las cuevas del complejo de budas de Bamiyán Afganistán en 2010

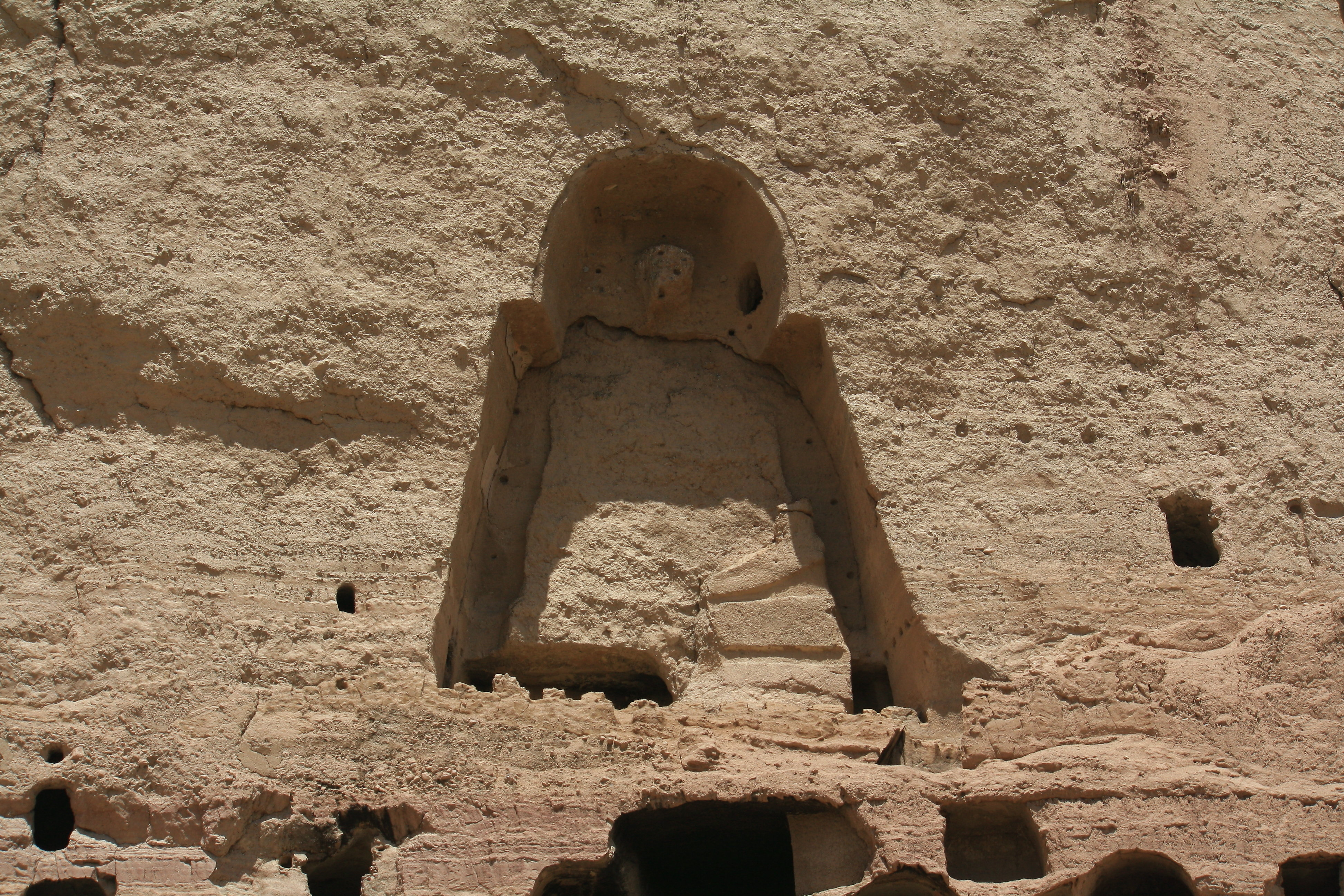
Ruinas de las esculturas, 2010.

## Ciudades hermanas
- Gering, Nebraska, Estados Unidos